# Нізьдзін
Нізьдзін (пол. Niździn) — село в Польщі, у гміні Мала Весь Плоцького повіту Мазовецького воєводства.
Населення — 246 осіб (2011).
У 1975-1998 роках село належало до Плоцького воєводства.

## Демографія
Демографічна структура станом на 31 березня 2011 року:
|          | Загалом | Допрацездатний вік | Працездатний вік | Постпрацездатний вік |
| -------- | ------- | ------------------ | ---------------- | -------------------- |
| Чоловіки | 120     | 24                 | 85               | 11                   |
| Жінки    | 126     | 21                 | 69               | 36                   |
| Разом    | 246     | 45                 | 154              | 47                   |